# Австралийско-ирландские отношения
Австралийско-ирландские отношения — двусторонние дипломатические отношения между Австралией и Ирландией.

## История
В 1791 году Британская империя этапировала 155 осужденных ирландцев посредством Первого флота в Австралию после создания колонии в Новом Южном Уэльсе. Затем британцы отправили следующую партию из 700 осужденных ирландцев в Австралию. С 1840 по 1914 год более 300 000 ирландцев эмигрировали в Австралию. Ирландцы и австралийцы сражались в одних воинских подразделениях Британской империи во время Англо-бурской войны (1899—1902) и Первой мировой войны (1914—1918), в частности в Дарданелльской операции. В декабре 1922 года Ирландия стала доминионом Британской империи. В декабре 1931 года был подписан Вестминстерский статут и Австралия стала независимой страной.
В 1941 году премьер-министр Австралии Роберт Мензи впервые посетил Ирландию, где провел встречу с премьер-министром страны Имоном де Валерой. В 1946 году страны открыли дипломатические представительства в столицах друг друга. Во время Второй мировой войны Ирландия заняла позицию нейтралитета, а Австралия сражалась на стороне стран Антигитлеровской коалиции. В апреле 1948 года Имон де Валера посетил Австралию с шестидневным визитом, в поисках поддержки среди политиков этой страны для реализации концепции по объединению Ирландии под единым флагом, так как Северная Ирландия находилась под суверенитетом Лондона. Однако, Имон де Валера не смог заручиться их поддержкой, поскольку многие австралийцы, родившиеся в Ирландии или имеющие ирландские корни не интересовались делами своей родной страны и не поддерживали с ней связь. Во время Конфликта в Северной Ирландии (1960—1998) в Австралии было много сочувствующих как Ирландии, так и Северной Ирландии, что привело к созданию «Организации австралийской помощи для Ирландии». В 2000 году Ирландия открыла генеральное консульство в Сиднее. Обе страны ратифицировали положение о Working holiday visa. В настоящее время около 2 млн. граждан Австралии имеют ирландские корни.

## Торговля
В 2016 году объём товарооборота между странами составил 2,4 млрд. австралийских долларов. Экспорт Австралии в Ирландию: медикаменты, алкогольные напитки, сахар, меласса, мед и медицинские инструменты. Экспорт Ирландии в Австралию: медикаменты, промышленные изделия, фармацевтические продукты и компьютеры. Австралия является 15-м крупнейшим партнером Ирландии по экспорту, а Австралия является 44-м крупнейшим поставщиком товаров в Ирландию.

## Дипломатические представительства
- Австралия имеет посольство в Дублине[11].
- У Ирландии имеется посольство в Канберре и генеральное консульство в Сиднее[12].